# Brayan Edinson Angulo Mosquera
Brayan Edinson Angulo Mosquera (Cali, 19 luglio 1993) è un calciatore colombiano, centrocampista del Madura Utd.

## Carriera
Ha giocato nella prima divisione dei campionati colombiano, cipriota, lettone ed indonesiano.

## Palmarès

### Competizioni nazionali
- Categoría Primera B: 1

América de Cali: 2016